# 棉花小魔女100%
《棉花小魔女100%》是Success开发并于1994年发行的卷轴射击游戏，对应超级任天堂平台。该作是棉花小魔女系列初代游戏《棉花小魔女》的重制版，多了魔法選擇畫面，游戏可以按出指令，然後封印怪物製造「連鎖球」来吸收其他怪物，製造更多的連段。主角娜塔‧迪‧戈顿（ナタ・デ・コットン/Nata De Cotton）带着搭档妖精希尔克（SILK）为了找妖精之国的糖果“WILLOW”冒险。